# Cheddar
|  | Per al formatge, vegeu Cheddar (formatge) |

Cheddar és una població amb categoria de parròquia civil del districte Sedgemoor en el comtat anglès de Somerset. Es troba al sud d'una cadena de turons, els Mendip Hills, veïna a Wells. En la seva geografia es troba la gorja més gran de tot el Regne Unit, que inclou diverses coves com la de Gough, on es van trobar restes d'un homínid que va ser batejat amb el nom d'aquest poble. El municipi és també conegut pel seu formatge, anomenat cheddar, consumit arreu del món, encara que actualment en aquesta població només hi ha una granja que el produeix. Altres productes locals són les maduixes i la cervesa. Les coves, que van donar origen al nom de la vila, són un gran atractiu turístic. Des de sempre ha estat un lloc molt visitat. Tot i que el seu clima és benigne, l'any 1968 es va donar un episodi dramàtic d'inundació pel desbordament del riu Chew que passa uns quilòmetres més amunt.

## Geografia
Cheddar, situada al nord-est del districte de Sedgemoor, està envoltada pels Mendip Hills al nord i a l'est, que és una àrea amb designació de destacada bellesa natural (AONB), els erms del Cheddar, al sud, on està la gorja, i els aiguamolls de Someset al sud-oest. El riu Yeo és en gran part subterrani i passa per aquesta localitat.
L'àrea que ocupa el municipi de Cheddar està configurada per roca de pissarra, oòlits i pedra calcària del Clifton Down, procedent del Carbonífer, que conté fragments de fòssils en la part superior juntament amb pedra sorrenca vermella i conglomerat dolomític del Keuper. Es poden veure senyals de l'orogènesi varisca en el tallament de la roca i en els esquists asclats.

### Gorja i coves

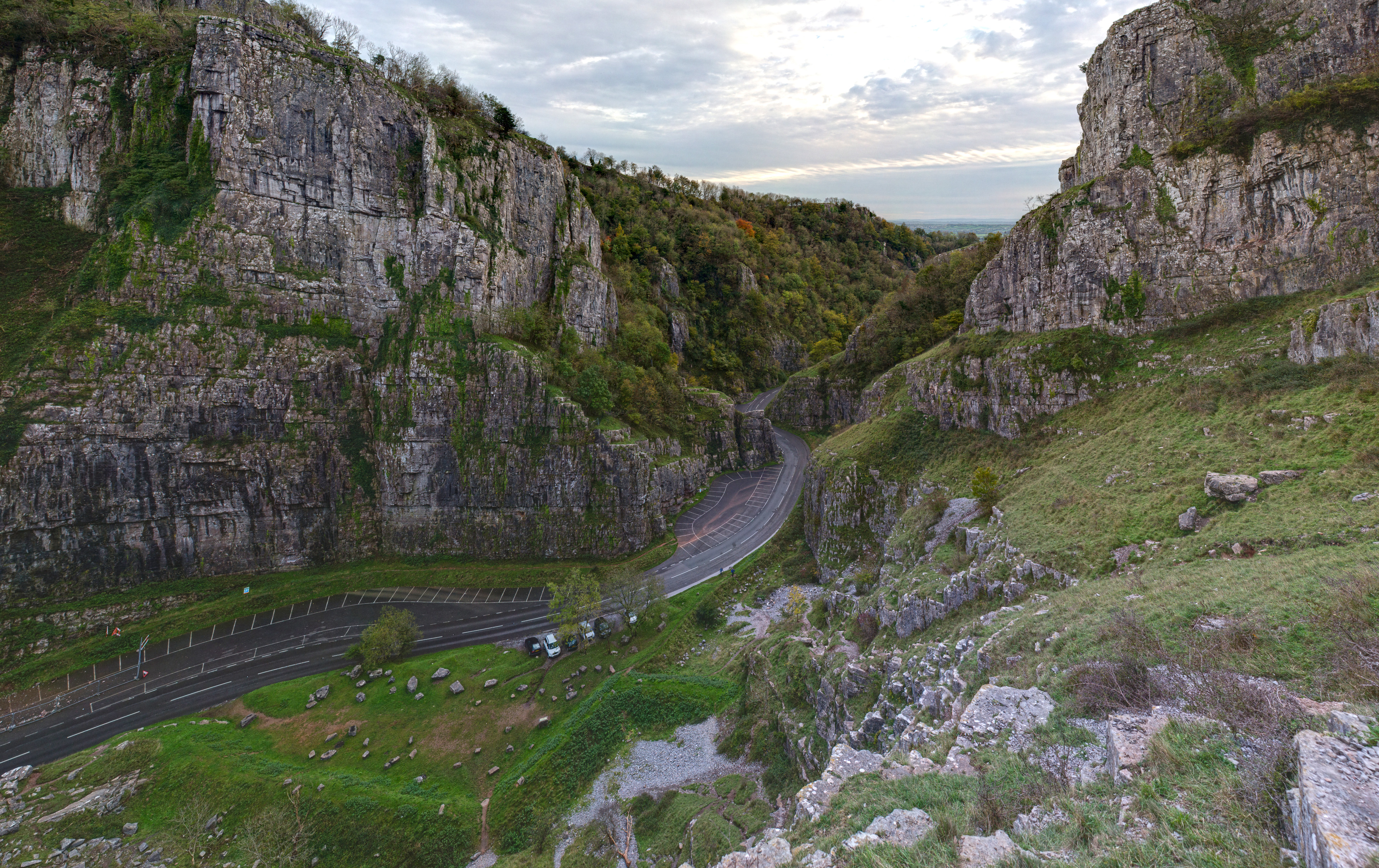
Gorja de Cheddar

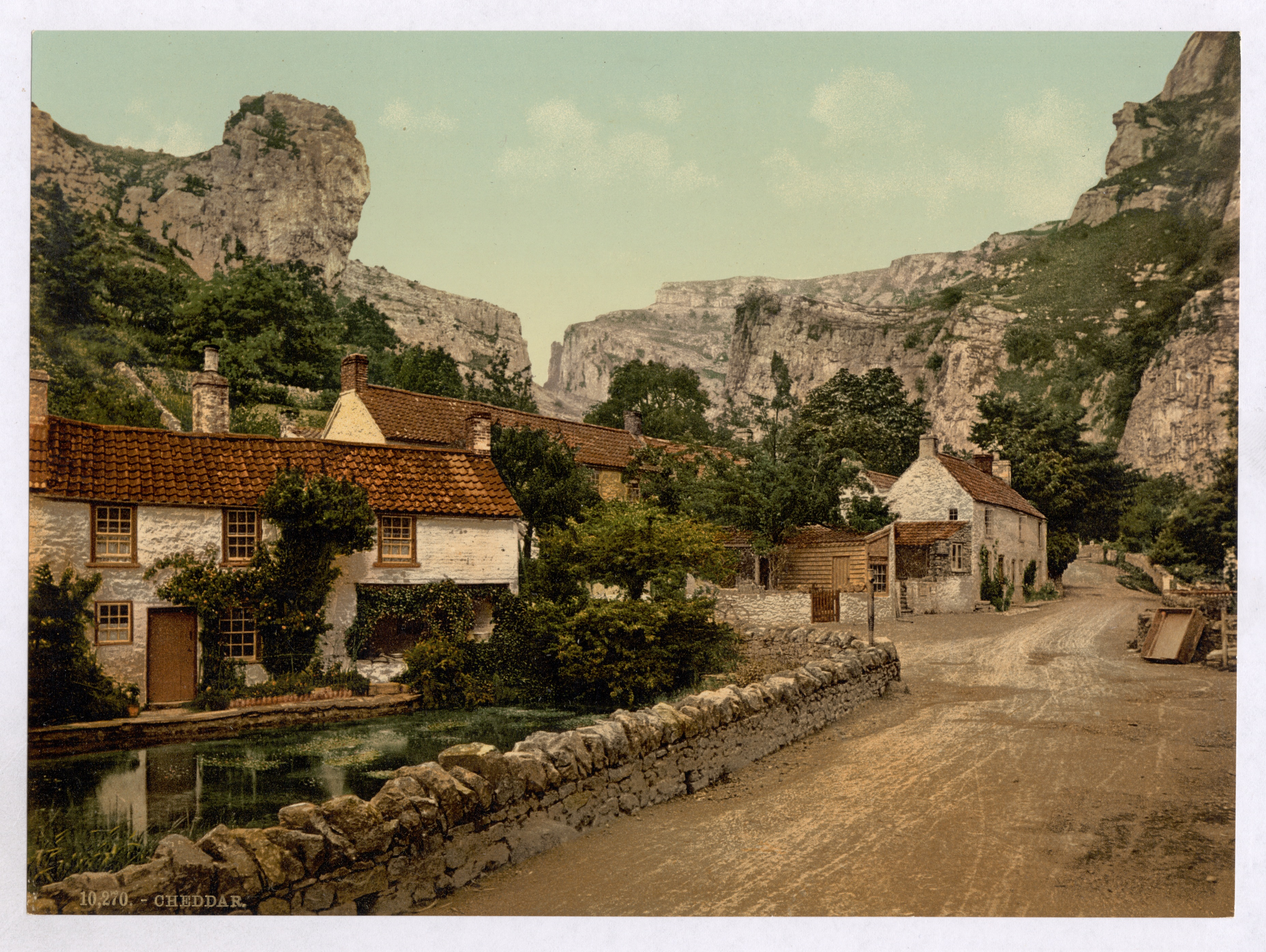
Una formació sobresortint de la gorja, anomenada Roca del lleó.

La Gorja de Cheddar està en un costat de la vila i és la més gran d'Anglaterra. En aquest lloc hi ha diverses coves, en una de les quals es va trobar el 1903 un esquelet complet del Mesolític, que van anomenat home de Cheddar. Les restes més antigues demostren que van ser coves habitades des del Paleolític superior (fa 12.000–13.000 anys). Les coves es van formar per l'erosió d'un riu subterrani i contenen estalactites i estalagmites, en canvi la gorja es va formar pel moviment d'una antiga glacera. L'anomenada Cova de Gough, descoberta el 1903, s'endinsa uns 400 m en la superfície i conté una varietat de cambres interiors i altres formacions de roca. L'anomenada Cova de Cox, descoberta el 1837, és més petita però conté moltes formacions intricades. En una altra de les coves s'ha muntat un espectacle de fantasia multimèdia anomenat Crystal Quest.
Les coves de la gorja de Cheddar són molt visitades, de mitjana unes 500.000 persones arriben cada any per veure-les. Segons una enquesta efectuada per Radio Times, després de l'emissió d'un programa de televisió titulat Les set meravelles de la natura el 2005, l'opinió generalitzada era que la gorja de Cheddar és la segona meravella natural del Regne Unit, després de les coves de Dan yr Ogof.

### Llocs d'especial interès científic

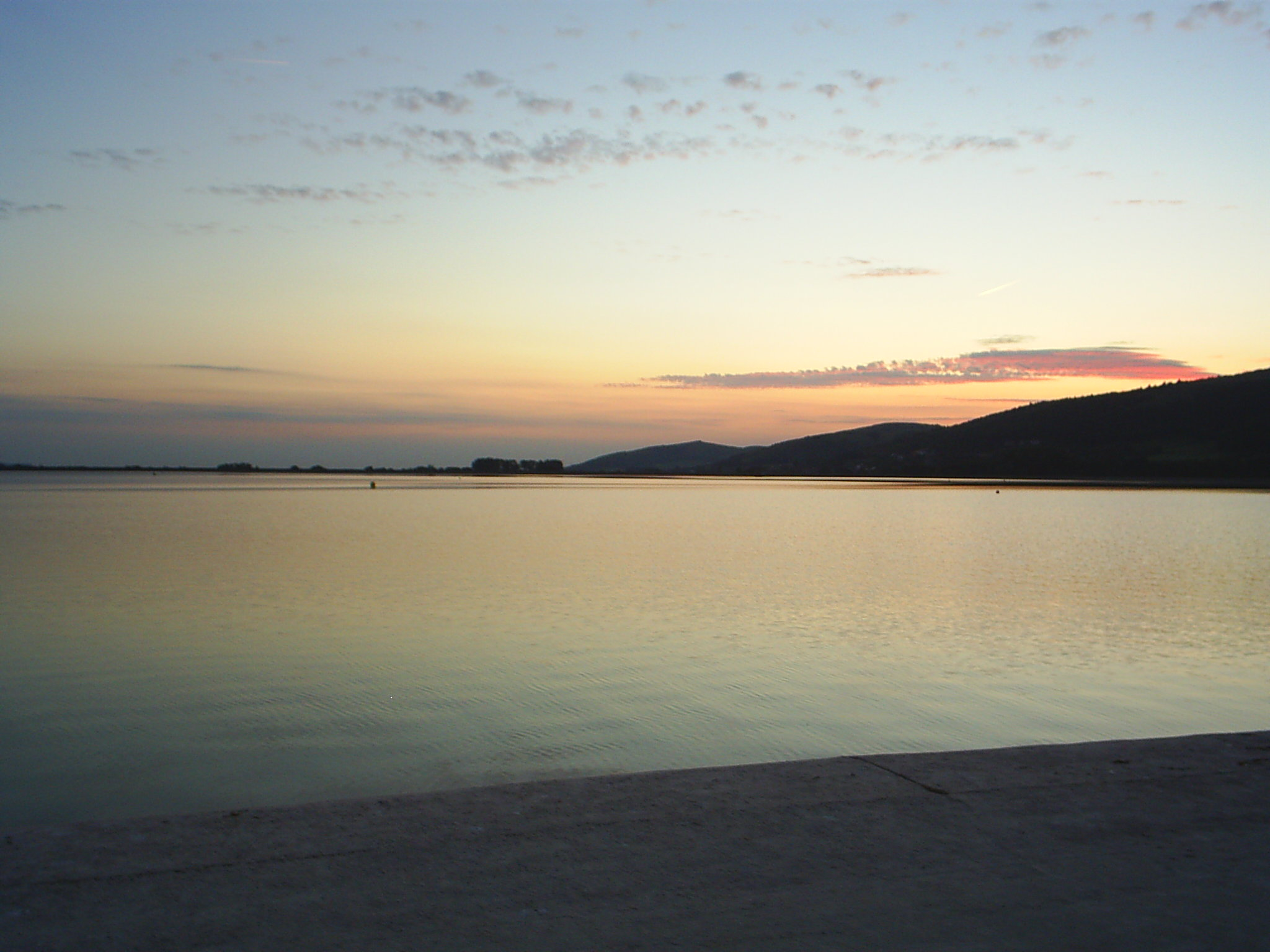
Embassament de Cheddar

Al voltant de Cheddar hi ha tres llocs que tenen la denominació de lloc d'especial interès científic (SSSI):
Cheddar ReservoirÉs un embassament gestionat per la companyia Bristol Water que data de la dècada del 1930 i té una capacitat de 614.000 m³. Aquest llac artificial es nodreix de les aigües del riu Cheddar Yeo, que neix a la cova de Gough i és un afluent del riu Axe. La reixa de la canonada d'1,4 m d'ample que es va servir per transportar l'aigua es pot veure des de la gorja de Cheddar. La denominació SSSI es deu a ser un lloc on hivernen anseriformes.
Cheddar Wood i Macall's WoodSón les restes de l'antic bosc dels bisbes de Bath i Wells del segle xiii, que anteriorment va ser propietat del rei Edmund el Magnífic. Al segle xix, la part baixa del bosc va ser tallada per plantar maduixeres i anys després s'ha revertit el procés en moltes parts. Es va permetre l'explotació de la seva fusta fins al 1917. Aquest lloc inclou una àmplia varietat d'hàbitats, entre els quals hi ha zones de bosc antic, arbredes seminaturals d'exemplars de fulla ampla, zones de pasturatge i un complex mosaic de prat calcari amb matollar de substrat alcalí. El bosc de Cheddar és un dels pocs llocs d'Anglaterra on encara creix una rara varietat de Ciperàcia, la Carex depauperata, en algunes estacions de l'any. Una altra planta rara que s'hi pot trobar és la Lithospermum purpurocaeruleum. Algunes papallones que habiten aquest bosc són l'argentaa comuna, l'argentada de muntanya, la donzella rogenca, la Celastrina argiolus i l'Aricia agestis. També hi viu el llimac Arion fasciatus, que té una presència escassa a Anglaterra, i el coleòpter Cantharis fusca.
Cheddar ComplexÉs el més gran de tots els SSSI, abasta 441,3 hectàrees de la gorja, les coves i el seu entorn. La seva importància està en les característiques biològiques i geològiques. Aplega quatre zones que abans tenien la denominació SSSI per separat: August Hole, Longwood Swallet, cova de Charterhouse i Charterhouse on-Mendip. Pertany al National Trust que el va adquirir el 1910 i està per Somerset Wildlife Trust, entitat del comtat que col·labora en la gestió amb els propietaris.

### Pedreres

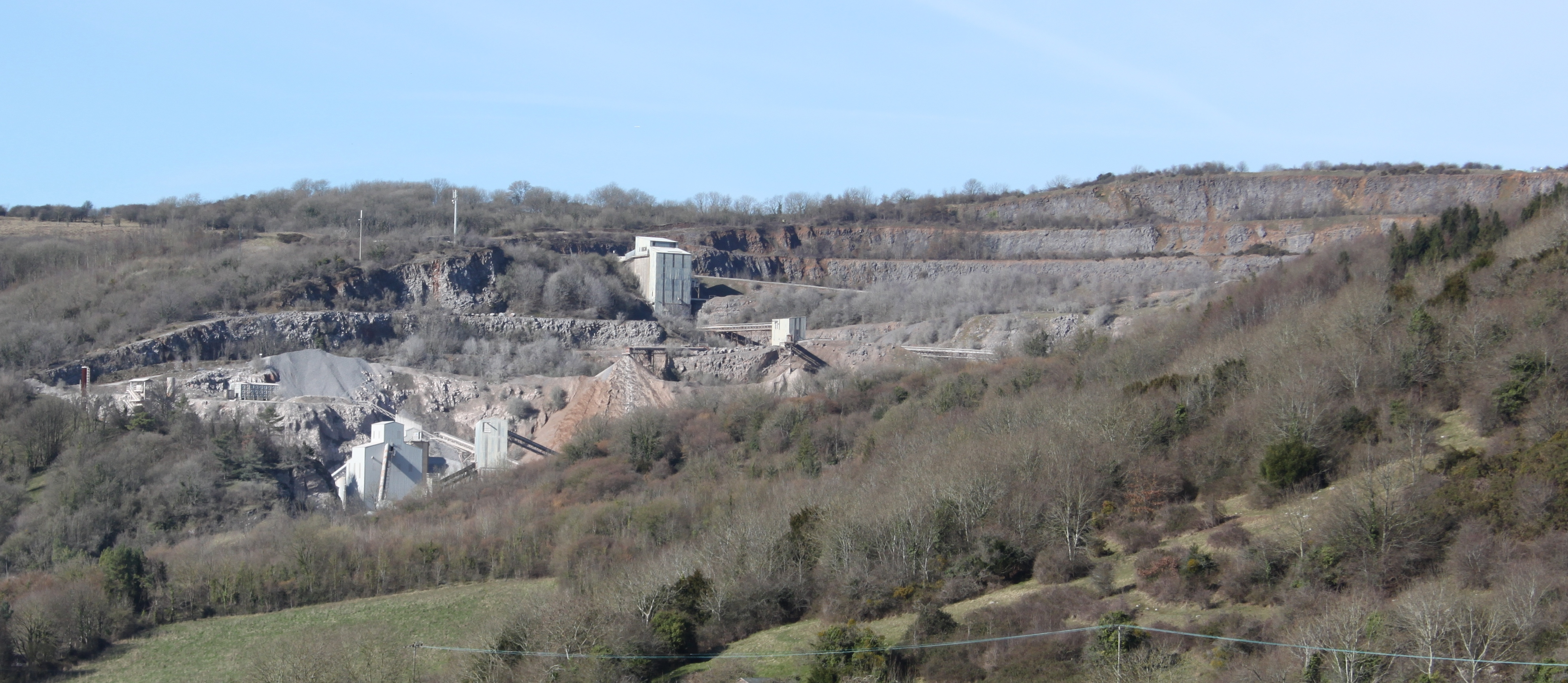
Perera de Batts Combe.

A prop de la vila està les pedreres Batts Combe i Callow Rock, pertanyents a la cadena de turons anomenada Mendip Hills, on encara se n'extreu pedra calcària. Batts Combe, activa des de començaments del segle xx, és explotada per l'empresa Hanson Aggregates. El 2005 el material extret va estar al voltant de les 4.000 tones al dia, un terç del qual es va portar a un forn de cal que va tancar el 2009; la resta es va vendre com a material d'obra en pedra o molt. La pedra calcària d'aquí té un 99% de carbonat de calci i magnesi (dolomita).
Una altra pedrera, la Chelmscombe es va esgotar en la dècada del 1950 i des de llavors el lloc el fa servir la companyia Central Electricity Generating Board per fer una estació de proves. Entre el 1970 i el 1980 es va fer servir també per posar a prova els contenidors per a material radioactiu en cas de cops forts i accidents.

## El nom
No hi ha consens sobre el significat del nom. Segons alguns autors, la paraula Cheddar ve de ceodor, un terme de l'anglès antic que volia dir «cavitat fosca i fonda» o «bossa», és a dir que el nom ve de les famoses coves, les quals ja van estar habitades en la prehistòria.
En el Domesday Book, un registre cadastral del 1086, el nom de la vila està escrit Ceder, paraula que segons altres autors podria ser el resultat de la unió del terme anglès scear amb el celta dwr i tot junt voldria dir «tallat per les aigües». En el alguns llibres del segle xix va ser comú trobar la forma escrita Chedder.

## Història
També a la pedrera de Batts Combe s'han trobat restes de l'edat del bronze i es creu que les marques que hi ha a la vall de Longwood podrien ser solcs de treballs agrícoles realitzats en el mateix període. Un dels pobles que van habitar aquí van ser els romans, dels quals s'han trobat vestigis a prop de la vicaria.

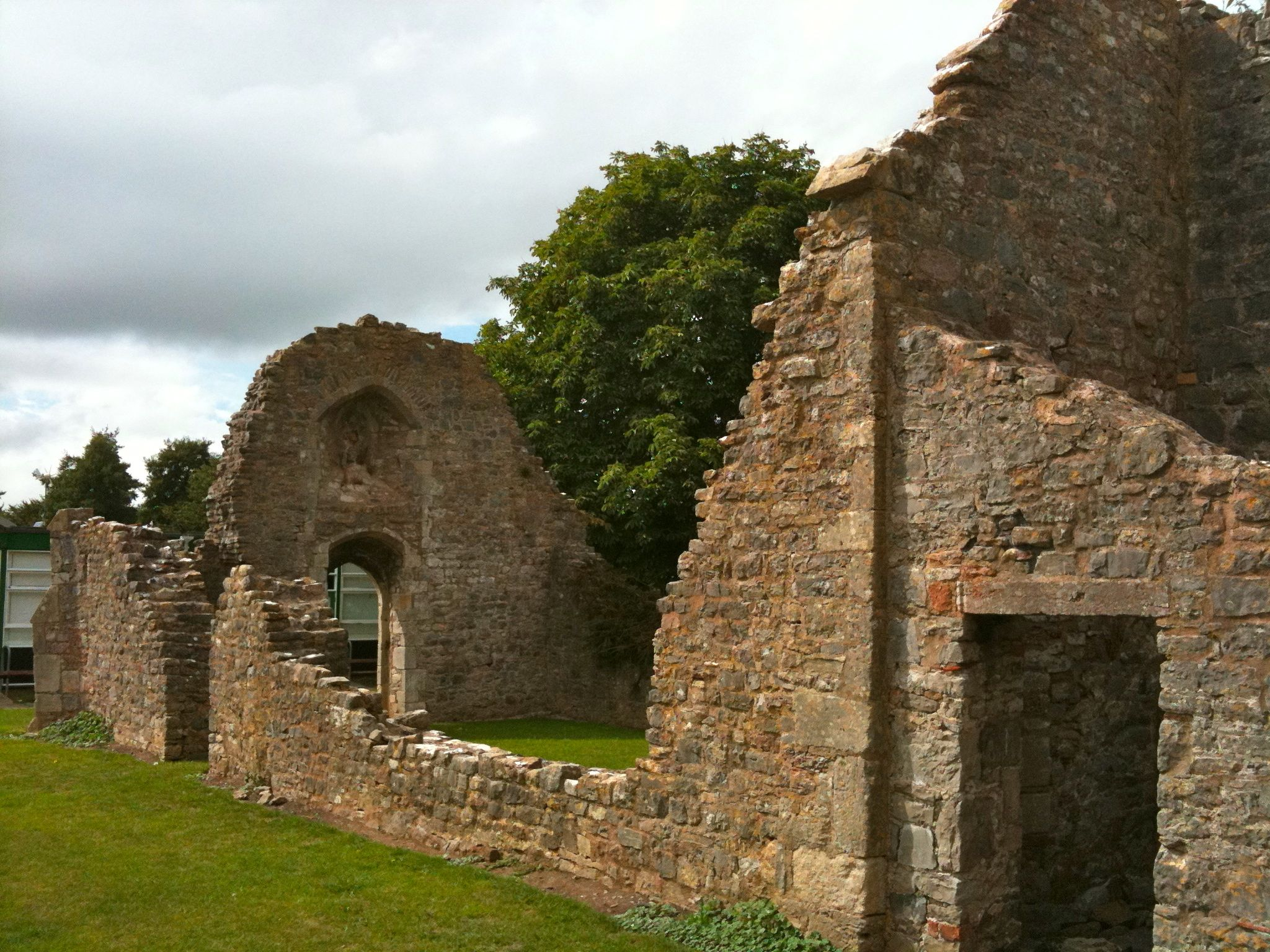
Restes del palau de Cheddar.

Quan els saxons van colonitzar el país, van construir un palau que van fer servir tres vegades durant el segle x per a la reunió del witenagemot. En la dècada del 1960 es van fer estudis arqueològics d'aquestes ruïnes. Les restes del palau estan en el campus d'una escola anomenada The Kings of Wessex Academy, on hi ha una capella del segle xiv dedicada a sant Columbanus. En el curs de les excavacions també van aparèixer restes romanes, cosa que indica la importància del lloc durant segles.
Els seus habitants formaven part administrativament del hundred de Winterstoke. Tradicionalment les granges de vaques van ser el recurs econòmic que va portar prosperitat a la vila i el formatge que elaboraven tenia renom ja des del 1170.
La rodalia de Cheddar va quedar desforestada el 1337 i el bisbe Ralph va obtenir la llicència del rei per creat un vedat de caça.
El 1527 ja hi havia rodes hidràuliques per treure'n profit del riu, i als segles xvii i xviii hi havia molins de farina, i tallers on es feia paper, entre uns i altres un total de 13 construccions a la vora del riu Yeo en l'època d'esplendor, que van disminuir a set el 1791 i a només tres el 1915. En l'època victoriana també van haver fàbriques de confecció de roba, la darrera de les quals feia camises i va estar funcionant fins a la dècada del 1950. El polític William Wilberforce va ser testimoni de les pobres condicions dels locals de treball quan va visitar Cheddar l'any 1789. Els seus relats van despertar en la filantropa Hannah More la necessitat de millorar les condicions de vida del camperols de la zona i també la dels miners de la veïna Mendip. El 1801, 18 km² de terres comunals es van privatitzar posant-les a la venda mitjançant la llei de parcel·lacions (enclosure).
Amb la creació de la línia de ferrocarril Cheddar Valley Railway l'any 1869, es van iniciar les visites turístiques a la gorja i les coves i va anar bé perquè les maduixes del poble arribessin fresques als mercats d'aquesta línia.
El 10 de juliol del 1968, a mitjanit, unes pluges intenses van inundar la vall del Chew i el riu anava tan ple que es va desviar del seu curs habitual, va entrar per la gorja de Cheddar i va inundar la població mentre arrossegava força pedres i s'enduia al seu pas cotxes que estaven estacionats al carrers.

## Administració
Cheddar té la categoria de parròquia civil, la més baixa que al regne Unit donen a un municipi, cosa que resulta xocant si es compara amb la població del costat, Axbridge, que només té un terç dels habitants que Cheddar però té la categoria de town (ciutat). Això s'explica per la diferent importància històrica d'abdues poblacions: mentre que Axbridge va ser un lloc pròsper centrat en la manufactura de roba en l'època dels Tudor i va obtenir aquest nomenament del rei Joan sense Terra, Cheddar tenia una població dispersa, ja que els seus habitants viven majoritàriament en granges on criaven vaques i uns pocs treballaven a les mines de la rodalia. Cheddar no va tenir un nucli de població important fins a l'arribada del ferrocarril.
L'ajuntament té 15 regidors que són escollits cada quatre anys. Pertany al districte electoral (ward) de 
Cheddar i Shipham, que segons el cens del 2011 té 6.842 habitants entre les dues parròquies. Forma part del districte administratiu de Sedgemoor, que es va crear l'1 d'abril del 1974 i és un dels cinc districtes del comtat de Somerset; anteriorment va estar inclòs en el Districte Rural d'Axbridge.
Pel que fa al Parlament, està representat dins del grup constitutiu de Wells de la Cambra dels Comuns, que és un grup d'un sol membre.

## Clima
La temperatura mitjana anual és aproximadament de 10 °C. Les variacions estacionals de temperatura no són tan extremes com en altres llocs del Regne Unit degut a la proximitat de la mar d'Irlanda, que té un influx moderador. En els mesos de juliol i agost es donen les temperatures més altes, amb una mitjana diària propera als 21 °C. A l'hivern la temperatura mínima pot arribar a 1 °C o 2 °C. El sistema d'altes pressions que es forma a les Açores durant l'estiu pot afectar el sud-oest d'Anglaterra, que és on està Cheddar. De vegades es formen núvols de convecció terra endins, que redueixen el nombre d'hores de sol; la mitjana anual d'insolació és lleugerament inferior a la mitjana regional que és de 1.600 hores. La majoria de les pluges produïdes al sud-oest del país, a la tardor i a l'hivern, són causades per depressions atlàntiques, mentre que a l'estiu les pluges són causades per l'escalfament del terra que produeix ràpids corrents de convecció i intenses precipitacions. La mitjana de precipitacions és aproximadament 700 mm anuals. Hi ha uns 8–15 dies a l'any de nevada. Del novembre al març bufen vents ràpids i del juny a l'agost són més suaus. La direcció predominant del vent és del sud-oest.

## Economia

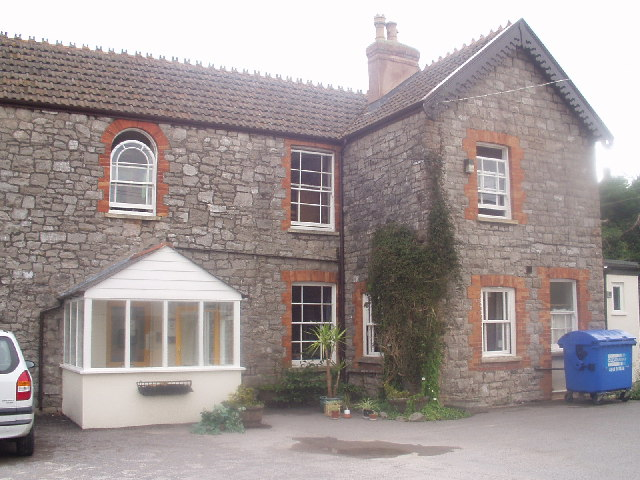
Alberg per a joves de Cheddar.

Aquesta població dona nom al formatge Cheddar. que és el tipus més consumit al Regne Unit.
Al 1880 es va introduir amb èxit el conreu de maduixes, que creixen en el vessant sud dels Mendip Hills. Com a conseqüència de fer servir la línia de ferrocarril de la vall del Cheddar per a portar-les als mercats, poc després que la inauguressin el 1869, la van rebatejar amb el nom de línia de les maduixes. Actualment aquesta línia només va des de Yatton fins a Wells, la secció entre Cheddar i Yatton només està oberta per al transport de mercaderies i la resta que va tancar el 1964, és ara un camí que forma part d'una reserva natural.
La cervesa és un altre producte local. El turisme és un important recurs econòmic, al voltant del 15% de les persones que treballen que treballen en el districte de Sedgemoor ho fan en aquest sector i a Cheddar s'estima que dona feina a unes mil persones. Al poble hi ha un alberg per a joves, i diversos llocs per estacionar caravanes o fer acampada.

## Demografia
La població entre 1820 i 1850 va disminuir fortament i des de llavors ha anat augmentant però encara sense arribar a la xifra del 1820.
Segons el cens del 2011, té 5.093 habitants i una mitjana d'edat de 43 anys. Hi ha 2.209 habitatges.

## Agermanaments
Cheddar té relacions d'agermanament amb:
- Vernouillet (França)
- Felsberg (Alemanya)

El primer agermanament es va iniciar el 1984 amb Felsberg i el 2000 es van començar relacions amb Vernouillet, vila que ja estava agermanada amb Felsberg.
Cheddar també té relacions d'amistat amb Ocho Rios, del districte de Saint Ann Parish, a Jamaica.

## Edificis destacats

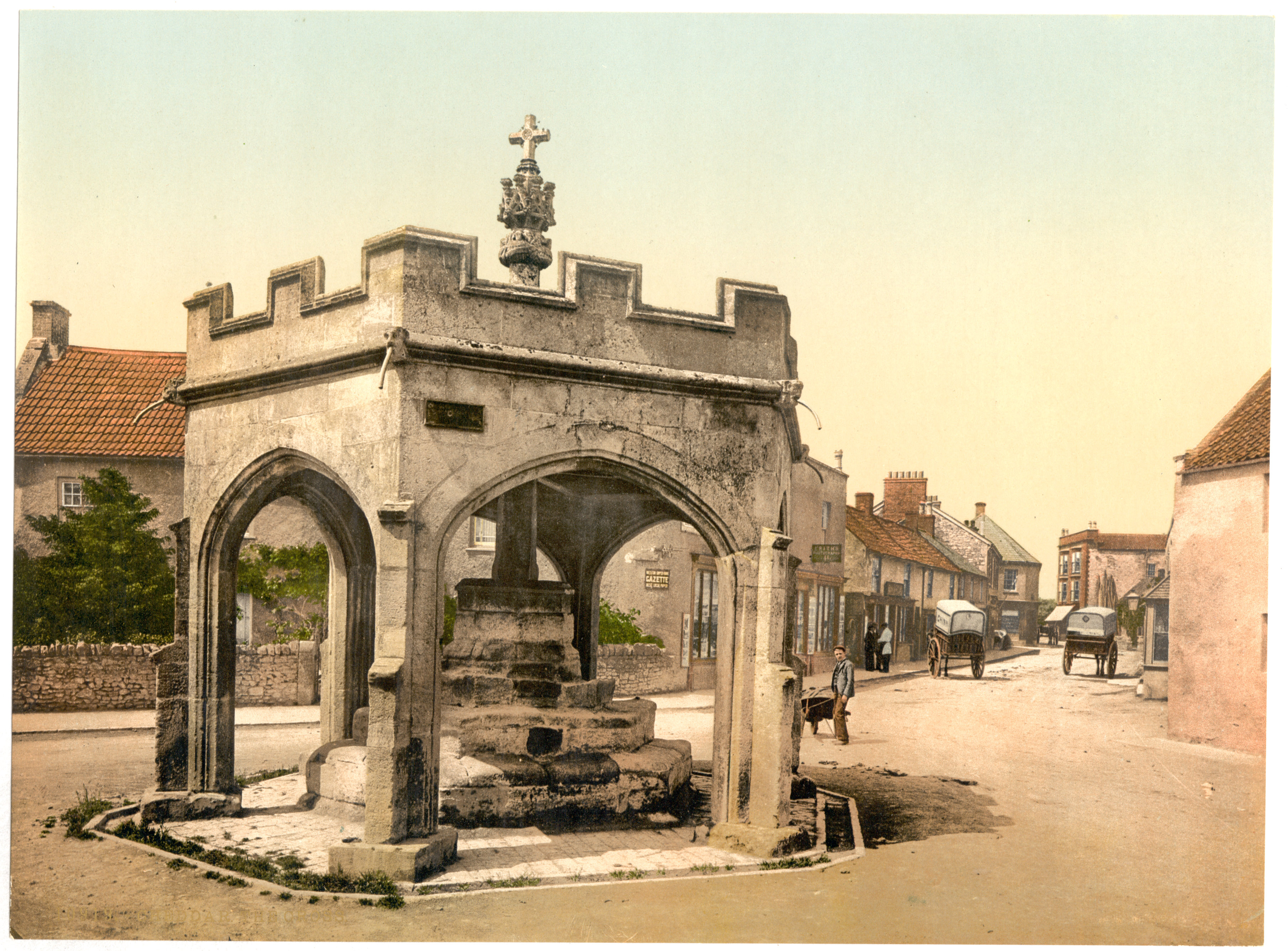
Imatge del 1980 del market cross.

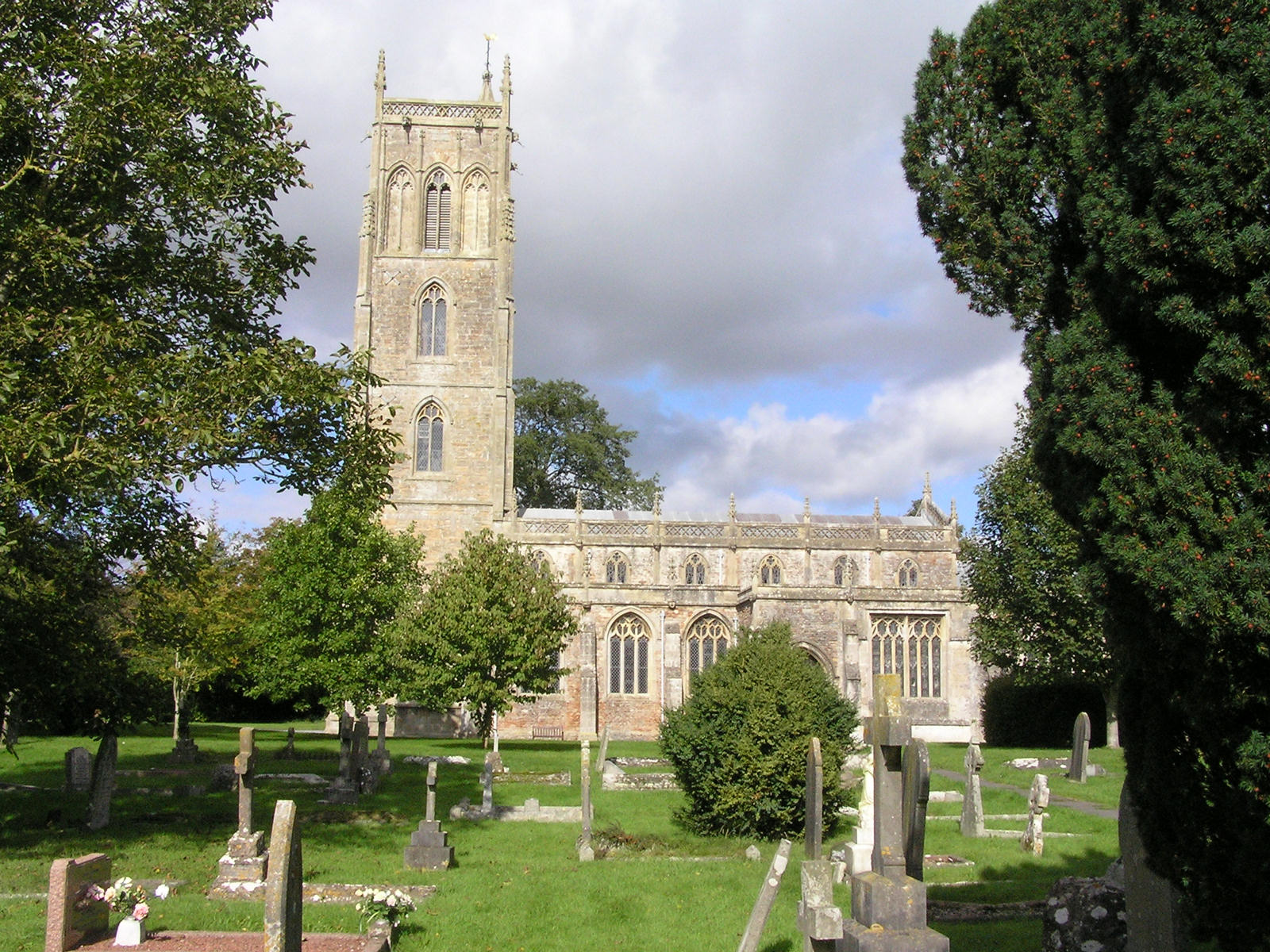
L'església de sant Andreu.

- El market cross. És el lloc que assenyalava el punt de venda de productes frescos. aquest petit aixopluc està al carrer Bath i data del segle xv i la teulada es va refer el 1834. Consta d'una plataforma octagonal, elevada quatre esglaons i una teulada hexagonal que descansa sobre sis arcades. L'eix està coronat per un àbac, probablement afegit al segle xix, que actualment no està. La restauració la va pagar Thomas, marquès de Bath. Està nomenat monument patrimonial de grau II.[54] El gener del 2000, es va fer malbé per un accident de trànsit. El 2002, es va tornar a restaurar i es va protegir l'àrea del voltant per evitar que tornés a passar. El març del 2012 va tornar a patir desperfectes quan un taxi va impactar durant la nit i va destruir dos costats.[55] El novembre ja s'havia enllestit les reparacions, que van costar 60.000 lliures.
- L'església de sant Andreu. Data del segle xiv i va ser restaurada el 1873 per William Butterfield. És un monument patrimonial de grau I. Conté vitralls del segle xv i la taula de l'altar és del 1631. Es creu que al sepulcre, que data del 1442, estan les restes de sir Thomas Cheddarand.[56] La torre fa 30 m d'alçada i té una campana del 1759 feta per Thomas Bilbie.

## Vida cultural
A Cheddar hi ha diverses associacions culturals: el Cheddar Vale Lions Club, el Mendip Rotary i Mendip Inner Wheel Club. Aquests clubs aporten diners per a projectes en benefici de la comunitat i organitzen entreteniments anuals com: focs artificials, curses d'ànecs a la gorja, curses de traïnyes del tipus bot dragó al pantà i concerts en el local St Michael's Cheshire Home, fundat per Leonard Chesire.